# Семеняка Олена
Олена Семеняка (нар. 1987) — українська політична активістка правого спрямування, академік та філософ, що стала міжнародною секретаркою Азовського руху та головою Національного корпусу. Також відома, як «перша леді» українського націоналізму.

## Освіта
У Національному університеті "Києво-Могилянська академія " Олена Семеняка навчалася в аспірантурі зі спеціалізацією на релігієзнавство та філософію . Сфери її інтересів різноманітні та включають аналітичну філософію, класичну німецьку філософію та критику ідеології/дослідження тоталітаризму. У рамках своїх наукових занять вона також вивчала аналіз спадщини Ернста Юнгера.

## Кар'єра
Ідеолог руху «Азов» Олена Семеняка представила головну політичну платформу руху на початку 2015 року. Вона була зосереджена на ідеї створення расово однорідної загальноєвропейської держави, яка мала б початися в Україні, поширитись на Росію та зрештою охопити всю Європу. Реконкіста, як називали ідеологи руху, була однією з його центральних ідей.
«Група підтримки Міжмор'я»— громадська організація, заснована у 2016 році за сприяння ветеранів «Азову». Цю групу координує помічниця Святослава Юраша Олена Семеняка. Основною метою організації є підтримка пов'язаного геополітичного проєкту на урядовому рівні.
Олена Семеняка, керівниця міжнародного відділу Національного корпусу, з'явилася разом з британським неонацистом Марком Коллеттом на ультраправому форумі Scanza в Швеції у 2019 році після участі у фестивалі, організованому німецькими неонацистами у 2018 році. Вона є важливим голосом у панєвропейському русі Реконкісти, в групах Мілітарної зони, Національного корпусу та в печально відомому батальйоні Азов в Україні.
Окрім організації кількох зібрань і конференцій, Олена агресивно налагоджувала зв'язки та коаліції з ультраправими організаціями по всій Європі . Цікаво, що вона має зв'язки з такими групами, як Національна демократична партія (NDP) у Німеччині та рух CasaPound в Італії . У січні 2019 року, акаунт під її управлінням опублікував повідомлення в соціальних мережах про розвиток партнерства хорватських націоналістичних партій і підготовку вболівальників з Хорватії та України до наступної конференції Intermarium.
Facebook вживав заходів щодо видалення особистих акаунтів Олени принаймні двічі протягом того ж року. Незважаючи на це, станом на 2019 рік вона все ще управляла групою на сторінці та двома акаунтами під іменами Лена Семеняка та Олена Семеняка, які були створені з різними написаннями її імені. Олена висловила свою точку зору 11 квітня в пості на акаунті Лена після видалення її першого акаунта. Вона зазначила, що дії Facebook демонструють зростаючу тенденцію до антиінтелектуалізму .
Журналісти, мабуть, зв'язалися з Оленою, яка підтвердила, що Йоахім Фурхольм — націонал- соціалістичний революціонер з Норвегії — був присутній на протесті із закликами якнайшвидшої легалізації іноземних добровольців. Олена стверджує, що Фургольм відхилив запрошення «Азова», оскільки не був впевнений у своєму правовому становищі.
Олену, випускницю філософського факультету, щойно призначили молодшим візит-стипендіатом. Вона отримуватиме 1800 євро на місяць на навчання. Тим не менш, її видатна участь як лідера ультранаціоналістичної організації «Азов» викликала критику. Її запланована стипендія в Інституті наук про людину (IWM) у рамках молодшої стипендіальної програми «Україна в європейському діалозі», яка фінансується приватним фондом, посилила ці занепокоєння. Її приналежність до ультраправих груп суперечить цілям програми стипендій та ідеалам Інституту, тому IWM категорично не схвалює та дистанціюється від її зауважень і дій. Незважаючи на це, пізніше Олена в електронному листі для VICE World News спростувала, що вона є крайнім правим. Вона заявила, що метою її роботи в Європі є сприяння солідарності перед обличчям російської агресії .
У 2021 році Олена розповіла Time, що кінцевою метою «Азова» було «сформувати коаліцію ультраправих груп у західному світі з кінцевою метою взяти владу в усій Європі».